# Дашиев, Дандар Базаржапович
Данда́р Базаржа́пович Даши́ев (19 ноября 1946 — 25 мая 2009) — советский российский востоковед, монголовед, тибетолог, кандидат филологических наук.

## Биография
Родился 19 ноября 1946 года в улусе Турасгай Кижингинского аймака Бурят-Монгольской АССР.
После учёбы в средней школе поступил в медицинское училище в Улан-Удэ, которое окончил в 1965 году.
В 1973 году окончил Восточный факультет Ленинградского университета по специальности «монгольская филология».
Вернувшись на родину работал в Отделе восточных рукописей Бурятского научного центра.
С 1981 года — руководитель группы информационного обеспечения отдела тибетской медицины Бурятского института биологии (впоследствии заведующий группой информационного обеспечения Отдела биологически активных веществ Института общей и экспериментальной биологии СО РАН).
В 1997 году защитил кандидатскую диссертацию на тему «Бурятская дидактическая литература: проблема жанрового состава».
Умер 25 мая 2009 года в Улан-Удэ.

## Вклад в науку
Впервые в СССР полностью перевёл на русский язык и ввёл в научный оборот основные письменные источники по тибетской медицине «Чжуд-ши» (1989, 2001), «Кунсал-нанзод» (1991), «Кунпан-дудзи — полезный для всех экстракт амриты» (2008), «Вайдурья-онбо», «Шел пхренг». Переводы сопровождались комментариями.
По инициативе Дашиева основана книжная серия «Тибетская медицинская литература» при издательстве РАН «Восточная литература».
Внёс в науку и практику новые данные по истории тибетской медицины. Им были добавлены новые сведения о вкладе бурятских эмчи-лам в развитие тибетской традиции врачевания в Российском империи и в СССР.
Разработал принципы перевода древних медицинских и философских текстов, методы идентификации лекарственного сырья, препаратов, названий болезней, которые используются до сих пор в работе подразделений Бурятского научного центра СО РАН.
Результаты исследований Дашиева многократно докладывались на научных конференциях, съездах, симпозиумах, международных конгрессах в Вашингтоне, Пекине, Улан-Баторе, Москве. Его труды широко известны в мировом научном сообществе. Наиболее важные научные работы переведены на английский, французский, немецкий, итальянский и другие языки.
Переводил бурятскую литературу, раннее написанную на старо-монгольском и тибетском языках.
Круг научных интересов и исследований Дашиева был очень широк: философия буддизма, средневековая культура народов Центральной Азии, тибетская и монгольская филология, источниковедение и историография традиционных медицинских систем.
Уделял много внимания подготовке молодых специалистов, выступал оппонентом на кандидатских защитах, преподавал в Бурятском государственном университете на восточном и медицинском факультетах в должности доцента (тибетский язык и источниковедение тибетской философии).